# معرفة محرمة
المعرفة المحرمة أو الممنوعة، هي نوع من المعرفة المحظور الوصول إليها، ومصطلح «معرفة محرمة» لايشير إلى المعارف مثل التنجيم، بل يستخدم لوصف الكتب الممنوعة أو المعلومات الأخرى التي يتم تقييد الوصول إليها أو منعها تماماً لأسباب سياسية أو دينية. المعرفة المحرمة ليست سرية بشكل عام، لكن المجتمعات والمؤسسات المختلفة تستخدم آليات قمعية إما لمنع نشر المعلومات التي يجدونها مرفوضة أو خطيرة ( الرقابة )، وقد يفشلون في ذلك فيلجأون إلى محاولة تقليل ثقة العامة في هذه المعلومات (دعاية سياسية أو بروباغندا)يمكن للقمع العام أن يخلق حالة متناقضة حيث تكون المعلومات المحظورة معروفة لدى العامة بشكل عام بسبب القوانين التي تمنعها ولكن الاستشهاد بها علنًا غير مسموح به.
توجد الكثير من الأمثلة للمعارف المحرمة عبر التاريخ.
- منعت الكنيسة الكاثوليكية الرومانية نشر الكتب التي لم تمنحها الرخصة الدينية.[1][2]
- طوال سنوات العزلة في اليابان والصين، تم حظر جميع مايتعلق بالأدب الغربي.
- فرضت أنظمة معينة في القرن العشرين (مثل الدول الشيوعية في أوروبا الشرقية والصين) قيودًا صارمة على الدعاية الأجنبية.
- في الولايات المتحدة، قامت الجماعات المحافظة بما في ذلك منظمة الأغلبية الأخلاقية لجيري فالويل بعدة محاولات لفرض الرقابة على الحقوق المدنية المؤيدة لحقوق الإنسان وغيرها.[3][4][5]

في كثير من هذه الحالات، أدت سياسات القمع هذه إلى قيام الناس بالدفاع عن هذه المعارف من خلال إثارة النكات السياسية. جدير بالذكر أن النكات كانت عبر التاريخ أداة قوية لتقويض سلطة الدولة والحقيقة العامة المرتبطة بها.

## الأهمية الاجتماعية والسياسية
يبدو أن بعض أشكال القمع العام للحقائق أو المضاربة غير المرغوب فيها لدى الناس أو حتى غالبيتهم أمر لا مفر منه حيث تحتاج المجتمعات إلى إنشاء أساس مشترك للحقائق لخلق هوية موحدة. يكمن الحرج بالنسبة للحرية السياسية والشخصية هو المستوى الذي يتم من خلاله تنظيم هذا القمع من خلال الدولة أو المنظمات الخاصة القوية.
توصلت المجتمعات العلمانية الغربية إلى الإجماع خلال أواخر القرن التاسع عشر وأوائل القرن العشرين على أنه لا ينبغي السماح للمنظمات الخاصة بممارسة الرقابة الإجبارية، مما يجبر الناس على الامتثال لإملاءاتها. على سبيل المثال، يمنع الفصل بين الكنيسة والدولة في معظم المجتمعات الغربية المنظمات الدينية في الغالب من قمع الأفراد بناءً على آرائهم ومعتقداتهم الشخصية. بالإضافة إلى ذلك، يُسمح للأشخاص عمومًا بمغادرة العمل في شركة يمكنها تنظيم مثل هذه التعبيرات الشخصية لأي سبب من الأسباب والعثور على عمل في ظروف أقل تقييدًا.